# Estádio João Ribeiro
Estádio João Ribeiro – stadion piłkarski, w Tocantinópolis, Tocantins, Brazylia, na którym swoje mecze rozgrywa klub Tocantinópolis Esporte Clube.